# Langdell Hall
Langdell Hall je největší budovou kampusu Harvard Law School v Cambridge, Massachusetts. Nachází se v ní školní knihovna, je největší právnickou akademickou knihovnou na světě. Je pojmenována po jednom z prvních děkanů právnické fakulty Christopheru Columbovi Langdellovi. Byla postavena v pozměněném neoklasicismu.
Popud k výstavě budovy dal v roce 1905 děkan James Barr Ames, který upozornil na nevyhovující kapacitu dosavadní knihovny v Austin Hall od architekta H. H. Rochardsona. Budovu budoucí Lngdell Hall navrhl Richardsonův nástupce, firma Shepley, Rutan and Coolidge. Jižní křídlo budovy bylo postaveno v roce 1907, stejná firma (přejmenovaná na Coolidge, Shepley, Bulfinch and Abbott) dokončila severní a západní křídla budovy v roce 1929. 
Roku 1959 byla postavena budova Studií mezinárodního práva, nyní známá jako Lewisovo centrum mezinárodního práva, která se stala domovem pro přibližně 300 000 svazků.
V roce 1997 došlo k rekonstrukci budovy Langdell Hall, ke které byla opět přizvána firma Coolidge, Shepley, Bulfinch and Abbott. Díky renovaci došlo k rozšíření knihovny, která nyní zabírá většinu budovy. Dále zde nalezneme dvě posluchárny. První z nich se jmenuje Vorenbergova, druhá nese název po významné právnické firmě Kirkland & Ellis. Renovace také zahrnovala instalaci klimatizace a přistavění dámských toalet.
Další pozoruhodnou částí Langdell Hall je tzv. Caspersenův pokoj pojmenovaný po absolventovi Harvard Law School Finnu M. W. Caspersenovi, který získal titul doktora práv v roce 1966. Caspersenův pokoj, dříve nazývaný Pokoj pokladů, ukrývá část sbírky vzácných knih a manuskriptů. 
Ve foyer Langdell Hall nalezneme sochu Josepha Story, harvardského profesora a soudce Nejvyššího soudu Spojených států amerických, kterou vytvořil jeho syn William Wetmore Story.